# Мужская сборная России по баскетболу
Мужская сборная России по баскетболу — национальная баскетбольная команда, представляющая Россию на международной арене. Управляющим органом сборной выступает Российская федерация баскетбола.
Команда была образована в 1992 году, является официальной правопреемницей сборной СССР. В 1994 и 1998 годах, выигрывала серебряные медали чемпионатов мира.
В 2007 году команда под руководством Дэвида Блатта впервые выиграла чемпионат Европы. Блатт за эту победу был удостоен звания заслуженного тренера России первым из неграждан РФ. В 2011 году под руководством Блатта команда также выиграла бронзу чемпионата Европы, а через год стала третьей на Олимпийских играх в Лондоне.

## История

### Начало истории сборной (1992—2000)
История сборной России по баскетболу началась в 1992 году, когда Россия вступила в ФИБА. Главным тренером был назначен Юрий Селихов.
Первым крупным турниром, на котором выступала сборная России, стал Евробаскет 1993 в Германии. На турнир поехали знаменитые игроки, выступавшие ещё за сборную СССР — Базаревич, Сергей Валерианович, Дмитрий Сухарев и другие. На своём первом турнире сборная России завоевала серебряные медали, уступив в финале сборной Германии со счётом 70:71.
После чемпионата Европы по баскетболу 1993 главным тренером сборной стал Сергей Белов. В 1994 году сборная дебютировала на чемпионате мира. Команда дошла до финала, где уступила сборной США — 91:137.
Евробаскет 1995 сложился для сборной России не слишком удачно, она заняла лишь седьмое место.
На Евробаскете 1997 сборная выиграла бронзовые награды.
На ЧМ-1998 сборная России повторила успех четырёхлетней давности, завоевав серебро.
Последним турниром сборной под руководством Сергея Белова стал Евробаскет 1999 во Франции. Команда России заняла первое место в группе, переиграв сборные Словении, Венгрии и уступив испанцам. В четвертьфинале Россияне проиграли сборной Италии. В квалификационном турнире обыграв немцев, уступили в матче за 5-е место сборной Литвы и заняли лишь шестое место.

### Перестройка (2000—2006)
В 2000 году сборную России возглавил Станислав Ерёмин, под его руководством команда дебютировала на Олимпийских играх в Сиднее. Россияне проиграв 2 игры на групповом этапе вышли в плей-офф с последнего места и встретились в четвертьфинале с фаворитами турнира сборной США. Проиграв американцам (85-70), а затем и канадской сборной (86-83) в двух овертаймах, сборная России классифицировалась лишь на 8 месте. На Евробаскете—2001 команда выступила неудачно, заняв лишь пятое место. На групповом этапе Сборная России отыграла три матча: в первом туре она встретилась со сборной Боснии и Герцеговины и выиграла со счетом (63:83); также взяла верх у команды Греции со счетом (106:81) и проиграла только единственный матч на групповом турнире сборной команде Италии (64:58). После трех туров сборная России вышла в плей-офф из группы D c первого места, где встретилась с командой сборной Испании, проиграла (62:55) и попала на игры за 5-8 места. На первом этапе сборная команды России встретилась с командой Латвии, которая потерпела поражение в четвертьфинале от команды Югославии, нанесла ей поражение со счетом (99:81) и встретилась со сборной Франции, где одержала победу (78:73); заняла 5 место на чемпионате. Чемпионат мира 2002 в Индианаполисе сборная России также провалила, заняв итоговое десятое место.
В 2002 году Сергей Елевич (2002—2003) сменил на посту главного тренера Станислава Ерёмина, а затем тренером стал Сергей Бабков (2004—2005). За это время сборная Россия дважды выступала на Евробаскете в 2003 и 2005, не добившись серьёзных результатов.

### Блатт во главе сборной (2006—2012)
9 марта 2006 года главным тренером сборной России по баскетболу был назначен американо-израильский специалист Дэвид Блатт.
Евробаскет 2007 стал для сборной России золотым. Россияне довольно уверенно дошли до финала, где им противостояла сборная Испании — хозяйка турнира. Начало матча россияне провели неудачно: первую четверть российские баскетболисты проиграли с разницей в 10 очков, они проигрывали подбор как на своем, так и на чужом щите, и ничего не могли поделать с лидером испанцев Пау Газолем. К тому же совершенно не ладились трехочковые броски. Однако к четвёртой четверти россияне отыгрались и не позволяли испанцам уйти в большой отрыв. За полторы минуты до конца четверти сборная Испании имела пятиочковое преимущество. Но главный тренер россиян Дэвид Блатт вовремя взял тайм-аут, после которого сборная России сократила отставание до минимума. За три секунды до конца матча Джон Роберт Холден забил сложнейший бросок и вывел россиян вперед на одно очко — 60:59. Главный тренер испанцев Пепу Эрнандес за две секунды до конца матча взял тайм-аут.
Шанс спасти матч был у лидера сборной Испании Пау Газоля, но его двухочковый бросок не достиг цели. Сборная России стала чемпионом Европы. Андрей Кириленко был признан Самым ценным игроком (MVP) Евробаскета.
На Олимпиаду 2008 года сборная России поехала сильнейшим составом. В первом матче россияне уверенно переиграли Иран, однако затем последовали поражения от Хорватии, Литвы, Австралии и Аргентины. Сборная России заняла пятое место и не вышла из группы.
На Евробаскет 2009 сборная России поехала в ослабленном составе. На турнир отказались ехать капитан сборной Андрей Кириленко и герой Евробаскета-2007 Джон Роберт Холден, а перед турниром из-за травмы выбыл Виктор Хряпа. Вместо них на Евробаскет поехали молодые игроки — Фёдор Дмитриев, Егор Вяльцев и американец с российским паспортом Келли Маккарти. Россияне дошли до четвертьфинала, где уступили сербам. В итоге сборная России заняла седьмое место.
12 декабря 2009 года сборная России получила уайлд-кард и стала участницей чемпионата мира 2010 года. Соревнования на групповом этапе сборная России закончила на втором месте, переиграв сборные Пуэрто-Рико (75:66), Кот-д’Ивуара (72:66), Китая (89:80), Греции (73:69) и лишь однажды уступив Турции (56:64). В 1/8 финала россияне переиграли Новую Зеландию (78:56), а в четвертьфинале уступили фавориту первенства — сборной США (79:89). В классификации сборная России проиграла Аргентине (61:73) и выиграла у Словении (83:78). В итоге россияне заняли лишь 7-е место.
В 2011 году на чемпионате Европы в Литве в упорной борьбе со сборной Македонии команда выиграла бронзовые медали. Сборная России закончила турнир потерпев лишь одно поражение в 11 матчах от сборной Франции в полуфинале. По итогам Евробаскета Кириленко вошёл в символическая сборную турнира.
По результатам Евробаскета-2011 сборная России, став третьей, не завоевала право выступать на олимпийском турнире в Лондоне, но вошла в список из четырёх команд от Европы, которые приняли участие в квалификационном турнире к Олимпиаде в Венесуэле, который прошёл 2—8 июля 2012 года. Сборная России одержала победы во всех квалификационных матчах и завоевала путевку в Лондон.
На Олимпийских играх 2012 года россияне завоевали свои первые олимпийские медали. Команда сумела выйти из группы с первого места, потерпев лишь одно поражение в ничего уже незначащим матче со сборной Австралии (80:82), в 1/4 финала были переиграны литовцы (83:74), однако в полуфинале российская команда уступила испанцам (59:67). В матче за третье место россияне, обыграв призёров двух последних Олимпиад 2004 и 2008 годов команду Аргентины (81:77), завоевали бронзовые медали. Андрей Кириленко, лидер команды по набранным очкам и подборам, вошёл в первую символическую сборную Олимпиады по версии телевизионного канала ESPN. Он занял третье место на турнире по блок-шотам и перехватам, шестое — по результативности и стал восьмым по подборам среди всех игроков.
...Мы построили великую команду. Это одна из лучших команд мира, которая демонстрирует игру самого высокого уровня. Мы долго шли к этой цели, собрали множество талантливых игроков. Завоевание медалей на Олимпийских играх – это создание новой российской истории. За те семь лет, которые я работаю с Андреем Кириленко и другими парнями, мы выиграли три медали. Золото Евробаскета в 2007 году, бронзу в прошлом и эту бронзу Олимпийских игр.Дэвид Блатт
30 октября 2012 года Дэвид Блатт, приняв решение покинуть пост главного тренера сборной России, отказался продлевать контракт с руководством российской сборной по баскетболу.

### После Блатта (2012—2016)
После ухода Дэвида Блатта главным тренером в конце декабря 2012 года был назначен наставник «Бильбао» Фоцис Кацикарис. 19 июля 2013 года (за 3 дня до начала подготовки к чемпионату Европы) Кацикарис решил не тренировать команду. На следующий день было опубликовано его открытое письмо, в котором он объяснил свою отставку противодействием его работе со стороны руководства РФБ (особенно и. о. президента Ю. Аникеевой) и увольнением генерального менеджера команды Олега Ушакова.
Вскоре на место тренера был назначен бывший игрок сборной Василий Карасёв. Под его руководством на групповом этапе чемпионата Европы-2013 команда заняла последнее место, последовательно проиграв 4 матча из 5: сборным Италии, Греции, Швеции, Финляндии, и выиграв лишь последний против сборной Турции, а также пропустила 400 очков — наибольшее число среди всех 24 участников предварительного этапа. Занятое сборной по итогам турнира место стало худшим её результатом на евробаскетах. C 29 ноября 2013 года тренером мужской сборной России по баскетболу стал Евгений Пашутин.
На чемпионат Европы-2015 из-за травм и отказов не смогли поехать Мозгов, Карасёв, Подкользин, Швед, Воронов, Вихров, Валиев и Токарев; Антон Понкрашов и Егор Вяльцев сперва были отчислены из сборной, а потом вернулись в её состав, а самой сборной лишь в последний момент было разрешено участвовать в турнире, несмотря на дисквалификацию РФБ со стороны ФИБА. На самом турнире сборная команда проиграла 4 матча подряд (Израилю, Польше, Финляндии и Франции) и не смогла отобраться на баскетбольный турнир Олимпиады в Рио-де-Жанейро, заняв итоговое 17 место. На тренерском совете РФБ 29 октября 2015 года главный тренер мужской сборной России Евгений Пашутин подал в отставку в связи с неудовлетворительным результатом, показанным на чемпионате Европы по баскетболу 2015.

### Возвращение в европейскую элиту (с 2016)
На заседании исполкома РФБ 20 января 2016 года была утверждена кандидатура нового главного тренера мужской сборной России по баскетболу, им стал 50-летний специалист Сергей Базаревич. Сборная России планировала готовиться к отборочным матчам Евробаскета-2017, но в середине апреля FIBA отстранила сборную России от участия в Евробаскете вместе с 7 другими сборными, что ставило под сомнение возможность сборной России участвовать в отборочном турнире. В конце мая 2016 года ФИБА отменила дисквалификации сборных на Евробаскет-2017, и уже в сентябре 2016 года сборная России обеспечила себе место на Евробаскете-2017.
На самом ЧЕ-2017 сборная выступила удачно — попав в одну группу с Сербией и Турцией, лишь по разнице заброшенных и пропущенных мячей стала третьей. Уверенно обыграв Хорватию в 1/8 финала, сборная смогла выйти в полуфинал, выиграв и у Греции в 1/4 финала. В полуфинале сборная снова встретилась с Сербией, но на этот раз проиграла и затем провела матч за 3-е место против Испании, которой уступила 85:93.
24 февраля 2019 года, сборная России проигрывая по ходу матча 18 очков, одержала тяжелейшую победу над командой Финляндии (91:76) в решающем матче квалификации чемпионата мира 2019 года и спустя 9 лет пробилась в финальную часть турнира на чемпионат мира-2019. 16 марта в китайском Шэньчжэне состоялась жеребьевка финальной стадии чемпионата мира-2019 — сборная России сыграла в группе B. Соперниками россиян стали Аргентина, Южная Корея и Нигерия.

## Состав
| Перейти к шаблону «Состав сборной России по баскетболу» | Состав сборной России по баскетболу |  |

| РЗ | 1  | Флаг России | Александр Щербенёв    | 3 октября 2000 (24 года) | 191 см | 83 кг  |  |
| ЛФ | 8  | Флаг России | Александр Петенёв     | 24 ноября 2000 (24 года) | 197 см | 92 кг  |  |
| ЛФ | 11 | Флаг России | Максим Барашков       | 10 июля 1998 (27 лет)    | 201 см | 93 кг  |  |
| ЛФ | 15 | Флаг России | Кирилл Савин          | 12 января 2000 (25 лет)  | 194 см | 87 кг  |  |
| ТФ | 23 | Флаг России | Филипп Гафуров        | 23 июня 2001 (24 года)   | 212 см | 90 кг  |  |
| РЗ | 24 | Флаг России | Тимофей Герасимов (К) | 15 мая 1997 (28 лет)     | 197 см | 90 кг  |  |
| ТФ | 27 | Флаг России | Андрей Лопатин        | 27 августа 1998 (26 лет) | 208 см | 99 кг  |  |
| АЗ | 28 | Флаг России | Александр Платунов    | 6 июля 1997 (28 лет)     | 192 см | 82 кг  |  |
| ТФ | 30 | Флаг России | Данила Походяев       | 4 февраля 2001 (24 года) | 204 см | 105 кг |  |
| Ц  | 37 | Флаг России | Илья Попов            | 4 апреля 1995 (30 лет)   | 212 см | 111 кг |  |
| РЗ | 38 | Флаг России | Макар Коновалов       | 6 декабря 2000 (24 года) | 189 см | 77 кг  |  |
| Ц  | 55 | Флаг России | Сергей Балашов        | 20 июля 1996 (28 лет)    | 206 см | 105 кг |  |
| РЗ | 77 | Флаг России | Александр Хоменко     | 25 января 1999 (26 лет)  | 192 см | 85 кг  |  |
| РЗ | 99 | Флаг России | Даниил Касаткин       | 25 января 1999 (26 лет)  | 197 см | 87 кг  |  |

## Тренеры сборной
- Юрий Селихов (1992—1993)
- Сергей Белов (1993—1999)
- Станислав Ерёмин (2000—2002)
- Сергей Елевич (2002—2003)
- Сергей Бабков (2004—2005)
- /  Дэвид Блатт (2006—2012)
- Фотис Кацикарис (2012—2013)
- Василий Карасёв (2013)
- Евгений Пашутин (2013—2015)
- Сергей Базаревич (2016—2021)
- Зоран Лукич (2021—н. в.)

|  |  |  |  |

## Составы и статистика сборной на крупнейших турнирах

### Олимпийские игры
На Олимпийские игры 1996, 2004, 2016, 2020 годов сборная России не отобралась
| Год  | Место | Игры | Победы | Поражения | Средняя результативность | Состав |
| ---- | ----- | ---- | ------ | --------- | ------------------------ | --- |
| 2000 | 7     | 7    | 3      | 4         | 74,3 — 71,3              | - 4 Сергей Чикалкин - 5 Валентин Кубраков - 6 Александр Башминов - 7 Евгений Кисурин - 8 Никита Моргунов - 9 Сергей Базаревич - 10 Евгений Пашутин - 11 Захар Пашутин - 12 Андрей Фетисов - 13 Андрей Кириленко - 14 Сергей Панов - 15 Руслан Авлеев Тренер: Станислав Ерёмин |
| 2008 | 9     | 5    | 1      | 4         | 77,4 — 81,2              | - 4 Андрей Воронцевич - 5 Джон Роберт Холден - 6 Сергей Быков - 7 Андрей Кириленко - 8 Никита Моргунов - 9 Пётр Самойленко - 10 Виктор Хряпа - 11 Захар Пашутин - 12 Сергей Моня - 13 Виталий Фридзон - 14 Алексей Саврасенко - 15 Виктор Кейру Тренер: Дэвид Блатт           |
| 2012 | 3     | 8    | 6      | 2         | 77,9 — 72,1              | - 4 Алексей Швед - 5 Тимофей Мозгов - 6 Сергей Карасёв - 7 Виталий Фридзон - 8 Александр Каун - 9 Евгений Воронов - 10 Виктор Хряпа - 11 Семён Антонов - 12 Сергей Моня - 13 Дмитрий Хвостов - 14 Антон Понкрашов - 15 Андрей Кириленко Тренер: Дэвид Блатт                   |

### Чемпионаты мира
На чемпионаты мира 2006 и 2014 годов сборная России не отобралась
| Год  | Место | Игры | Победы | Поражения | Средняя результативность | Состав |
| ---- | ----- | ---- | ------ | --------- | ------------------------ | --- |
| 1994 | 2     | 8    | 6      | 2         | 88,3 — 84,8              | - 4 Василий Карасёв - 5 Игорь Грачёв - 6 Дмитрий Домани - 7 Евгений Кисурин - 8 Евгений Пашутин - 9 Сергей Базаревич - 10 Сергей Бабков - 11 Михаил Михайлов - 12 Андрей Фетисов - 13 Сергей Иванов - 14 Сергей Панов - 15 Виталий Носов Тренер Сергей Белов             |
| 1998 | 2     | 9    | 7      | 2         | 73,9 — 64,8              | - 4 Василий Карасёв - 5 Игорь Куделин - 6 Захар Пашутин - 7 Евгений Кисурин - 8 Дмитрий Домани - 9 Валерий Тихоненко - 10 Сергей Бабков - 11 Михаил Михайлов - 12 Никита Моргунов - 13 Игорь Курашов - 14 Сергей Панов - 15 Виталий Носов Тренер Сергей Белов            |
| 2002 | 10    | 8    | 3      | 5         | 84,1 — 86,6              | - 4 Василий Карасёв - 5 Александр Башминов - 6 Сергей Панов - 7 Игорь Куделин - 8 Сергей Чикалкин - 9 Никита Моргунов - 10 Евгений Пашутин - 11 Захар Пашутин - 12 Виктор Хряпа - 13 Андрей Кириленко - 14 Руслан Авлеев - 15 Алексей Саврасенко Тренер Станислав Ерёмин |
| 2010 | 7     | 9    | 6      | 3         | 74 — 71,2                | - 4 Андрей Воронцевич - 5 Евгений Колесников - 6 Сергей Быков - 7 Виталий Фридзон - 8 Александр Каун - 9 Алексей Жуканенко - 10 Виктор Хряпа - 11 Антон Понкрашов - 12 Сергей Моня - 13 Дмитрий Хвостов - 14 Евгений Воронов - 15 Тимофей Мозгов Тренер Дэвид Блатт      |
| 2019 | 12    | 5    | 3      | 2         | 74,6 — 71,6              | - 2 Андрей Сопин - 3 Сергей Карасёв - 4 Евгений Бабурин - 6 Григорий Мотовилов - 7 Виталий Фридзон - 8 Владимир Ивлев - 11 Семён Антонов - 12 Андрей Зубков - 20 Андрей Воронцевич - 30 Михаил Кулагин - 31 Евгений Валиев - 41 Никита Курбанов Тренер Сергей Базаревич  |

### Чемпионаты Европы
| Год  | Место | Игры | Победы | Поражения | Средняя результативность | Состав |
| ---- | ----- | ---- | ------ | --------- | ------------------------ | --- |
| 1993 | 2     | 9    | 6      | 3         | 85,8 — 75,4              | - 4 Владимир Горин - 5 Дмитрий Шакулин - 6 Дмитрий Сухарев - 7 Максим Астанин - 8 Виталий Носов - 9 Сергей Базаревич - 10 Сергей Бабков - 11 Михаил Михайлов - 12 Василий Карасёв - 13 Андрей Фетисов - 14 Сергей Панов - 15 Владислав Кондратов Тренер Юрий Селихов           |
| 1995 | 7     | 9    | 5      | 4         | 91,8 — 84,3              | - 4 Василий Карасёв - 5 Игорь Куделин - 6 Дмитрий Домани - 7 Сергей Бабков - 8 Евгений Пашутин - 9 Сергей Базаревич - 10 Сергей Иванов - 11 Михаил Михайлов - 12 Андрей Фетисов - 13 Евгений Кисурин - 14 Сергей Панов - 15 Виталий Носов Тренер Сергей Белов                  |
| 1997 | 3     | 9    | 7      | 2         | 81,0 — 67,7              | - 4 Василий Карасёв - 5 Игорь Куделин - 6 Игорь Курашов - 7 Евгений Кисурин - 8 Евгений Пашутин - 9 Дмитрий Шакулин - 10 Сергей Бабков - 11 Михаил Михайлов - 12 Захар Пашутин - 13 Андрей Фетисов - 14 Сергей Панов - 15 Виталий Носов Тренер Сергей Белов                    |
| 1999 | 6     | 9    | 5      | 4         | 74,0 — 76,0              | - 4 Василий Карасёв - 5 Игорь Куделин - 6 Александр Петренко - 7 Евгений Кисурин - 8 Евгений Пашутин - 9 Валерий Тихоненко - 10 Сергей Бабков - 11 Игорь Курашов - 12 Захар Пашутин - 13 Руслан Авлеев - 14 Сергей Панов - 15 Виталий Носов Тренер Сергей Белов                |
| 2001 | 5     | 6    | 4      | 2         | 79,8 — 70,7              | - 4 Антон Юдин - 5 Александр Башминов - 6 Сергей Панов - 7 Игорь Куделин - 8 Сергей Чикалкин - 9 Никита Моргунов - 10 Евгений Пашутин - 11 Захар Пашутин - 12 Александр Милосердов - 13 Андрей Кириленко - 14 Алексей Саврасенко - 15 Пётр Самойленко Тренер: Станислав Ерёмин |
| 2003 | 8     | 7    | 3      | 4         | 81,9 — 81,1              | - 4 Василий Карасёв - 5 Денис Ершов - 6 Фёдор Лихолитов - 7 Михаил Соловьёв - 8 Валентин Кубраков - 9 Пётр Самойленко - 10 Виктор Хряпа - 11 Захар Пашутин - 12 Сергей Моня - 13 Андрей Кириленко - 14 Дмитрий Домани - 15 Алексей Саврасенко Тренер: Сергей Елевич            |
| 2005 | 8     | 6    | 2      | 4         | 72,7 — 72,2              | - 4 Антон Понкрашов - 5 Джон Роберт Холден - 6 Фёдор Лихолитов - 7 Виталий Фридзон - 8 Никита Моргунов - 9 Пётр Самойленко - 10 Виктор Хряпа - 11 Захар Пашутин - 12 Сергей Моня - 13 Андрей Кириленко - 14 Андрей Иванов - 15 Алексей Саврасенко Тренер: Сергей Бабков        |
| 2007 | 1     | 9    | 8      | 1         | 75,0 — 66,0              | - 4 Никита Шабалкин - 5 Джон Роберт Холден - 6 Сергей Быков - 7 Андрей Кириленко - 8 Никита Моргунов - 9 Пётр Самойленко - 10 Виктор Хряпа - 11 Захар Пашутин - 12 Сергей Моня - 13 Антон Понкрашов - 14 Алексей Саврасенко - 15 Николай Падиус Тренер Дэвид Блатт             |
| 2009 | 7     | 9    | 5      | 4         | 71,7 — 68,8              | - 4 Андрей Воронцевич - 5 Никита Курбанов - 6 Сергей Быков - 7 Виталий Фридзон - 8 Келли МакКарти - 9 Дмитрий Соколов - 10 Фёдор Дмитриев - 11 Егор Вяльцев - 12 Сергей Моня - 13 Антон Понкрашов - 14 Алексей Зозулин - 15 Тимофей Мозгов Тренер Дэвид Блатт                  |
| 2011 | 3     | 11   | 10     | 1         | 74,2 — 65,7              | - 4 Андрей Воронцевич - 5 Тимофей Мозгов - 6 Сергей Быков - 7 Виталий Фридзон - 8 Алексей Швед - 9 Никита Шабалкин - 10 Виктор Хряпа - 11 Семён Антонов - 12 Сергей Моня - 13 Дмитрий Хвостов - 14 Антон Понкрашов - 15 Андрей Кириленко Тренер Дэвид Блатт                    |
| 2013 | 21    | 5    | 1      | 4         | 74,8 — 80,0              | - 4 Сергей Карасёв - 5 Дмитрий Соколов - 6 Евгений Валиев - 7 Виталий Фридзон - 8 Евгений Воронов - 9 Дмитрий Кулагин - 10 Алексей Швед - 11 Семён Антонов - 12 Сергей Моня - 13 Дмитрий Хвостов - 14 Алексей Саврасенко - 15 Антон Понкрашов Тренер Василий Карасёв           |
| 2015 | 17    | 5    | 1      | 4         | 75,8 — 74,8              | - 1 Андрей Зубков - 4 Евгений Бабурин - 5 Руслан Патеев - 7 Виталий Фридзон - 9 Егор Вяльцев - 11 Семён Антонов - 12 Сергей Моня - 13 Дмитрий Хвостов - 14 Антон Понкрашов - 20 Андрей Воронцевич - 32 Андрей Десятников - 41 Никита Курбанов Тренер Евгений Пашутин           |
| 2017 | 4     | 9    | 6      | 3         | 79,7 — 77,0              | - 1 Алексей Швед - 4 Евгений Бабурин - 7 Виталий Фридзон - 8 Владимир Ивлев - 11 Семён Антонов - 12 Андрей Зубков - 13 Дмитрий Хвостов - 15 Тимофей Мозгов - 20 Андрей Воронцевич - 22 Дмитрий Кулагин - 30 Михаил Кулагин - 41 Никита Курбанов Тренер Сергей Базаревич        |